# Pohlesee
Der Pohlesee liegt im Süden des Berliner Bezirks Steglitz-Zehlendorf im Ortsteil Wannsee. Als Bestandteil der Bundeswasserstraße Griebnitzkanal, die rechtlich zum Teltowkanal gehört, ist er an seiner Ostseite direkt mit dem Kleinen Wannsee verbunden und nach Westen durch einen knapp 300 Meter langen Kanal mit dem Stölpchensee. Das Wasser fließt vorwiegend vom Teltowkanal über den Stölpchensee in den Pohlesee und von dort weiter zum Kleinen Wannsee in Richtung Großer Wannsee, aber auch umgekehrt. Zuständig ist das Wasserstraßen- und Schifffahrtsamt Spree-Havel.
Vor der Anlage der ab 1869 durch den Bankier Wilhelm Conrad realisierten Villenkolonie „Alsen“ trug der Pohlesee zusammen mit dem Kleine Wannsee den Namen Stolpsches Loch oder Stolper Loch – nach dem westlich gelegenen Dorf Stolpe. Da dieser Name wenig repräsentativ war, wurde der See umbenannt und dabei begrifflich an seiner schmalsten Stelle, die von der Halbinsel Wehrhorn gebildet wird, geteilt. Der westliche Abschnitt erhielt den Namen Pohlesee, der nordöstliche den Namen Kleiner Wannsee. Dort befinden sich zahlreiche Liegeplätze für Yachten sowie einige Privatgrundstücke.
Eines der repräsentativsten Bauwerke am Pohlesee ist die ehemalige Villa Joerger auf dem Wehrhorn. Sie wurde 1906 durch die Architekten Alfred Breslauer und Paul Salinger für den Berliner Bankier Carl Joerger als Sommersitz im Stil märkischer Herrenhäuser mit Kutscherhaus und Pferdestall auf einem großzügigen, sorgfältig gestalteten Seegrundstück errichtet. Im Mai 1945 wurde Carl Joergers in seinem Landhaus von sowjetischen Soldaten erschossen, als er sich schützend vor seine wertvolle Weinsammlung stellte. Seine Witwe Elisabeth starb nur wenige Wochen später. Heute ist das Anwesen als Wannseeforum eine Bildungsstätte der internationalen Jugendarbeit.